# Ballon d'Or 1974

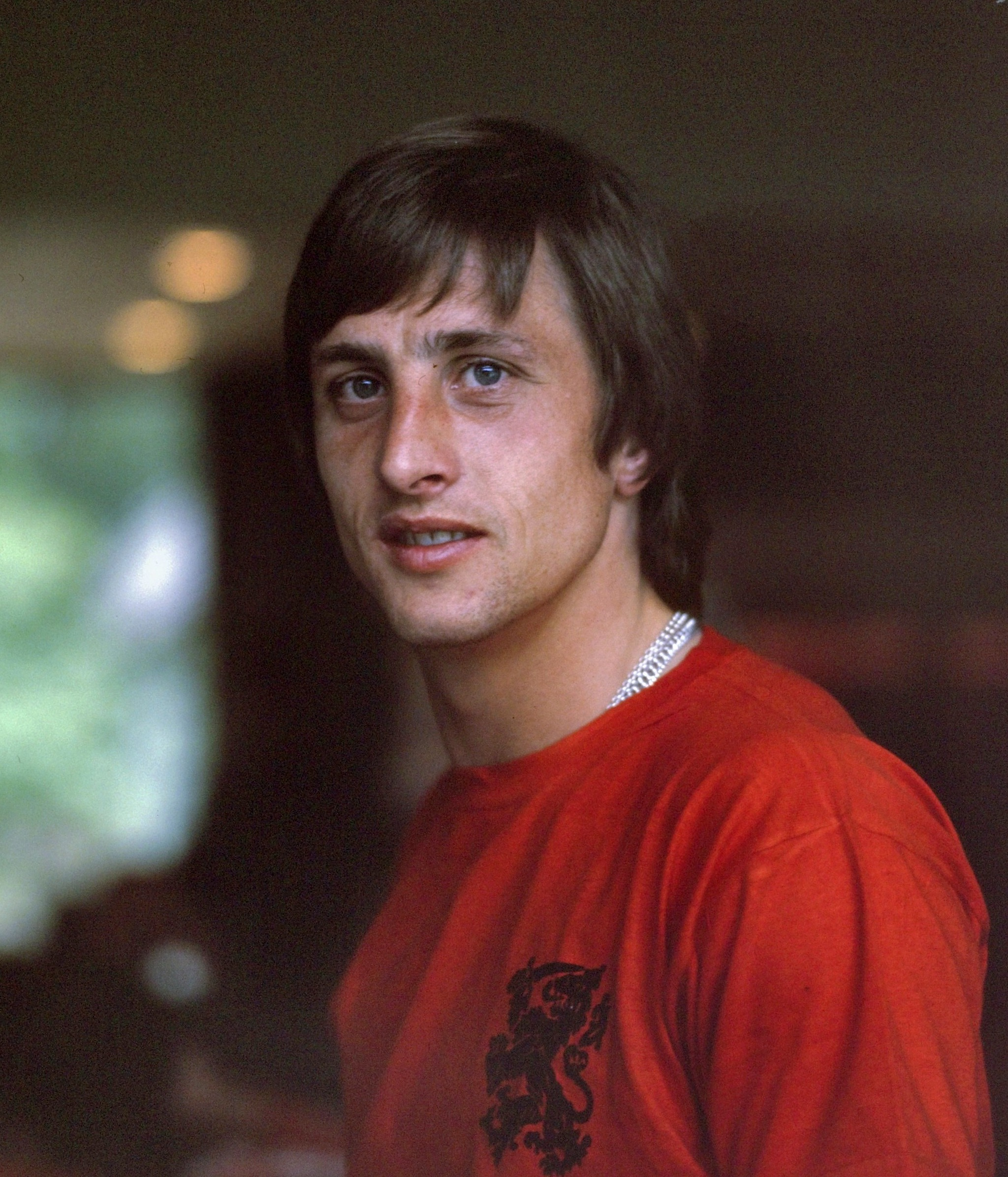
Johan Cruijf

De Ballon d'Or 1974 was de 19e editie van de voetbalprijs georganiseerd door het Franse tijdschrift France Football. De prijs werd gewonnen door Johan Cruijff (FC Barcelona).
De jury was samengesteld uit 26 journalisten die aangesloten waren bij de volgende verenigingen van de UEFA: West-Duitsland, de DDR, Oostenrijk, België, Bulgarije, Tsjecho-Slowakije, Denemarken, Spanje, Finland, Frankrijk, Griekenland, Hongarije, Engeland, Ierland, Luxemburg, Italië, Nederland, Polen, Portugal, Roemenië, Sovjet-Unie, Zweden, Zwitserland, Turkije en Joegoslavië.
De resultaten van de stemming werden gepubliceerd in editie 1500 van France Football op 31 december 1974.

## Stemprocedure
Elk jurylid koos de beste vijf spelers van Europa. De speler op de eerste plaats kreeg vijf punten, de tweede keus vier punten en zo verder. Op die wijze werden 390 punten verdeeld, 130 punten was het maximale aantal punten dat een speler kon behalen (in geval van een zesentwintig koppige jury).

## Uitslag
| Plaats | Speler            | Club                         | Stemmen | Stemmen | Stemmen | Stemmen | Stemmen | Stemmen | Punten |
| Plaats | Speler            | Club                         | 1º      | 2º      | 3º      | 4º      | 5º      | Totaal  | Punten |
| ------ | ----------------- | ---------------------------- | ------- | ------- | ------- | ------- | ------- | ------- | ------ |
| 1º     | Johan Cruijff     | FC Barcelona                 | 15      | 9       | 1       | 1       |         | 26      | 116    |
| 2º     | Franz Beckenbauer | Bayern München               | 10      | 13      | 1       |         |         | 24      | 105    |
| 3º     | Kazimierz Deyna   | Legia Warschau               |         |         | 10      | 1       | 3       | 14      | 35     |
| 4º     | Paul Breitner     | Bayern München / Real Madrid |         | 3       | 4       | 3       | 2       | 12      | 32     |
| 5º     | Johan Neeskens    | Ajax / FC Barcelona          |         |         | 4       | 2       | 5       | 11      | 21     |
| 6º     | Grzegorz Lato     | Stal Mielec                  |         |         | 2       | 4       | 2       | 8       | 16     |
| 7º     | Gerd Müller       | Bayern München               | 1       | 1       | 1       |         | 2       | 5       | 14     |
| 8º     | Robert Gadocha    | Legia Warschau               |         |         | 2       | 2       | 1       | 5       | 11     |
| 9º     | Billy Bremner     | Leeds United                 |         |         | 1       | 3       |         | 4       | 9      |
| 10º    | Ralf Edström      | PSV                          |         |         |         | 2       |         | 2       | 4      |
|        | Jürgen Sparwasser | 1. FC Magdeburg              |         |         |         | 2       |         | 2       | 4      |
|        | Berti Vogts       | Borussia Mönchengladbach     |         |         |         | 2       |         | 2       | 4      |
| 13º    | Jan Tomaszewski   | ŁKS Łódź                     |         |         |         | 1       | 1       | 2       | 3      |
|        | Ronnie Hellström  | 1. FC Kaiserslautern         |         |         |         |         | 3       | 3       | 3      |
| 15º    | José Altafini     | Juventus                     |         |         |         | 1       |         | 1       | 2      |
|        | Hristo Bonev      | Lokomotiv Plovdiv            |         |         |         | 1       |         | 1       | 2      |
|        | Jerzy Gorgoń      | Górnik Zabrze                |         |         |         | 1       |         | 1       | 2      |
|        | Sepp Maier        | Bayern München               |         |         |         |         | 2       | 2       | 2      |
| 19º    | Oleh Blochin      | Dinamo Kiev                  |         |         |         |         | 1       | 1       | 1      |
|        | Rainer Bonhof     | Borussia Mönchengladbach     |         |         |         |         | 1       | 1       | 1      |
|        | Jean-Marc Guillou | Angers                       |         |         |         |         | 1       | 1       | 1      |
|        | Uli Hoeneß        | Bayern München               |         |         |         |         | 1       | 1       | 1      |
|        | Branko Oblak      | Hajduk Split                 |         |         |         |         | 1       | 1       | 1      |

## Trivia
- Johan Cruijff was de eerste speler die drie maal de Ballon d'Or won en die zijn titel wist te prolongeren.
- Johan Cruijff werd na Franz Beckenbauer in 1966 de tweede speler die van alle juryleden een stem ontving.

## Referentie
- Eindklassement op RSSSF

France Football:
1956 · 
1957 · 
1958 · 
1959 · 
1960 · 
1961 · 
1962 · 
1963 · 
1964 · 
1965 · 
1966 · 
1967 · 
1968 · 
1969 · 
1970 · 
1971 · 
1972 · 
1973 · 
1974 · 
1975 · 
1976 · 
1977 · 
1978 · 
1979 · 
1980 · 
1981 · 
1982 · 
1983 · 
1984 · 
1985 · 
1986 · 
1987 · 
1988 · 
1989 · 
1990 · 
1991 · 
1992 · 
1993 · 
1994 · 
1995 · 
1996 · 
1997 · 
1998 · 
1999 · 
2000 · 
2001 · 
2002 · 
2003 · 
2004 · 
2005 · 
2006 · 
2007 · 
2008 · 
2009 · 
2016 · 
2017 · 
2018 · 
2019 · 
2021 · 
2022 · 
2023 · 
2024